# Индийская премьер-лига
Индийская премьер-лига (англ. Indian Premier League, IPL) — профессиональная лига крикета в Индии, носящая в честь спонсора официальное название Виво Индийская премьер-лига (англ. Vivo Indian Premier League). Основана Советом по контролю за крикетом в Индии (BCCI) по инициативе Лалита Моди, ставшего первым комиссаром лиги. Соревнования проводятся в апреле и мае каждого года восемью командами, представляющими города Индии в формате Twenty20. Текущий обладатель титула IPL — «Мумбай Индианс», которые в 2017 году в третий раз выиграли турнир премьер-лиги.
Индийская премьер-лига является самой посещаемой лигой крикета в мире и занимает шестое место среди всех спортивных лиг мира. В 2010 году IPL стала первым спортивным событием в мире, которое будет транслироваться в прямом эфире на YouTube. По данным Duff & Phelps, стоимость бренда IPL в 2017 году составила $5,3 млрд. По данным BCCI, сезон IPL 2015 года принёс для ВВП Индии ₹11,5 млрд ($182 млн).

## История
ИПЛ была придумана, чтобы пробудить целое новое поколение любителей спорта на территории всей страны. Динамический формат Twenty20 был создан для привлечения базы молодых поклонников, в которую также входят женщины и дети..
В 2007 году при финансовой поддержке Zee Entertainment Enterprises была основана Индийская крикет-лига (англ. Indian Cricket League, ICL). Лига не была признана ни Советом по контролю за крикетом в Индии, ни Международным советом крикета. Недовольство Индийского совета не помешало некоторым членам его комитета присоединиться к исполнительному совету ICL. Чтобы игроки не присоединились к новой лиге, Совет по контролю за крикетом в Индии увеличил призовые деньги на своих турнирах, а также пожизненно дисквалифицировал игроков, присоединившихся к лиге.
13 сентября 2007 года Совет по контролю за крикетом в Индии объявил о запуске собственного всеиндийского командного соревнования формата Twenty20 под названием Индийская премьер-лига, первый сезон которого был намечен на апрель 2008 года. Вице-президент Совета Лалит Моди, выступая на торжественной церемонии в Нью-Дели, заявил, что является вдохновителем идеи IPL, изложил детали турнира, включая его формат, денежный приз, систему доходов от франшизы и правила композиции команды. Было также объявлено, что IPL будет управляться Руководящим советом из семи человек, состоящим из бывших игроков из Индии и официальных лиц BCCI, а также, что лучшие две команды Индийской премьер-лиги будут претендовать на участие в Лигу чемпионов Twenty20. Моди также пояснил, что члены Совета работали над этой идеей в течение двух лет и запуск IPL не является реакцией на создание Индийской крикет-лиги. Формат лиги был аналогичен формату американских профессиональных лиг.
Чтобы принять решение о владельцах команд новой лиги, 24 января 2008 года был проведён аукцион с базовыми ценами франшиз общей стоимостью около $400 млн долларов. По итогам аукциона были объявлены победители торгов и города, в которых будут базироваться команды: Бангалор, Ченнай, Дели, Хайдарабад, Джайпур, Калькутта, Мохали и Мумбаи. В общей сложности было продано франшиз на $723,59 млн. Создание профессиональной лиги под эгидой Совета по контролю за крикетом в Индии привело к тому, что Индийская крикет-лига закрылась уже в 2009 году после своего второго сезона.
21 марта 2010 года было объявлено, что в 2011 году к лиге присоединятся две новые франшизы — «Кочи Таскерс Керала» и «Пуна Уорриорс Индия». Sahara Adventure Sports Group купила франшизу в Пуне за $370 млн, в то время как Rendezvous Sports World купила франшизу в Кочи за $333,3 млн. Однако через год, 11 ноября 2011 года было объявлено, что команда «Кочи Таскерс Керала» будет исключена из лиги за нарушение условий Совета по контролю за крикетом в Индии.
Затем, 14 сентября 2012 года, Совет по контролю за крикетом объявила, что лигу покидают чемпионы 2009 года «Декан Чарджерс», так как команда не смогла найти новых владельцев. 25 октября того же 2012 года был проведён аукцион, на котором новым владельцем франшизы в Хайдарабаде стала Sun TV Network. Новая команда получила название «Санрайзерс Хайдарабад».
14 июня 2015 года было объявлено, что действие франшизы двукратных чемпионом «Ченнаи Супер Кингз» и чемпионов первого сезона «Раджастхан Роялс» будут приостановлены на два сезона из-за их роли в букмекерском скандале. 8 декабря 2015 года был проведён аукцион, победителям которого достались новые франшизы. «Ченнаи» и «Раджастхан» на два сезона заменили «Гуджарат Лайонс» и «Райзинг Пуна Суперджайент».

## Организация

### Формат турнира
В настоящее время в Индийской премьер-лиге насчитывается восемь команд. Каждая команда дважды играет друг с другом по круговой системе, проводя по одному матчу дома и в гостях. По завершении кругового этапа, лучшие четыре команды выходят в плей-офф. Лучшие две команды играют друг против друга в первом квалификационном матче, победитель которого напрямую выходит финал, а проигравший получает ещё один шанс, сыграв во второй квалификационный игре. Команды, занявшие третье и четвёртое места, играют друг против друга, победитель этого матча играет с проигравшим в первой квалификационной игре. Победитель второго квалификационного матча выходит в финал, где встречается с победителем первой квалификационной игры в финальном матче, победитель которого становится чемпионом Индийской премьер-лиги.

### Комплектование, состав команд и зарплаты
Команды могут приобретать игроков любым из трёх способов: ежегодный аукцион игроков, трансфер игроков из других команд во время торговых окон и подписание свободных игроков на замену. Игроки подписываются на аукцион и устанавливают свою базовую цену, заключая контракт с командой, которая предложила самую высокую цену. Нераспределённые на аукционе игроки могут быть зарегистрированы в качестве свободных на замену. Во время торговых окон игрока можно продать в другую команду, но только с его согласия, при этом покупатель выплачивает разницу между старым и новым контрактом. Если новый контракт стоит больше старого, разница делится между игроком и командой, продающей его. Обычно есть три торговых окна — два перед аукционом, а один — после аукциона, но до начала турнира. Игроки нельзя продавать за пределами торговых окон или во время турнира, в то время как замены могут быть подписаны до или во время турнира.
Правила комплектования команд включают в себя следующие пункты:
- В команде может быть от 16 до 27 игроков, при этом иностранных игроков должно быть не больше 9
- На каждый матч команда может выставлять одиннадцать игроков, в том числе максимум 4 зарубежных
- Заработная плата всех игроков не должна превышать 66 крор (по состоянию на 2017 год)[22]
- Игроки не старше 19 лет не могут быть выбраны, если они ранее не играли в первом классе[англ.] или не были включены в список А[англ.].

Срок действия контракта игрока составляет один год, причём команда имеет право продлить контракт на один или два года. С сезона 2014 года контракты игрока деноминированы в индийских рупиях, ранее контракты были в долларах США. Иностранный игроки могут получать вознаграждение в валюте по своему выбору по обменному курсу либо в срок исполнения контракта, либо в фактическую дату платежа. До сезона 2014 года индийские игроки не были включены в пул аукционов игроков и могли быть зарегистрированы командами на дискретной сумме, в то время как фиксированная сумма в размере от ₹10 до 30 лакхов будет вычтена за подписку из зарплатного бюджета команды. Это привело к недовольству со стороны владельцев команд, которые жаловались, что более богатые клубы заманивают игроков, после чего IPL решила включить в аукционы индийских игроков.
Согласно опросу Sporting Intelligence и ESPN The Magazine, проведённому в 2015 году, средняя зарплата IPL оценивается в $4,33 млн в год, что делает её второй по зарплатам среди всех спортивных лиг в мире. Поскольку игроки в IPL заняты только на время проведения турнира (менее двух месяцев), их еженедельные зарплаты экстраполируются пропорционально для получения среднегодовой зарплаты, в отличие от других спортивных лиг, в которых игроки играют в течение всего года.

## Команды

### Действующие команды
|  | Название                     | Город                      | Стадион                                             | Год  | Тренер             | Капитан        | Владельцы                                        |
|  | ---------------------------- | -------------------------- | --------------------------------------------------- | ---- | ------------------ | -------------- | ------------------------------------------------ |
|  | «Ченнаи Супер Кингз»         | Ченнаи, Тамилнад           | Стадион имени Муттая Аннамалая Чидамбарама (38 000) | 2008 | н/д                | н/д            | Chennai Super Kings Cricket Ltd                  |
|  | «Дели Дердевилз»             | Дели                       | Стадион имени Аруна Джетли" (41 820)                | 2008 | Падди Аптон        | Захир Хан      | GMR Group                                        |
|  | «Кингс XI Пенджаб»           | Мохали, Пенджаб            | «ПКА Стадиум» (26 000)                              | 2008 | Вирендер Сехваг    | Гленн Максвелл | Прити Зинта, Несс Уодия, Каран Пол, Могит Берман |
|  | «Колката Найт Райдерз»       | Колката, Западная Бенгалия | «Иден Гарденс» (68 000)                             | 2008 | Жак Каллис         | Гаутам Гамбхир | Шахрух Хан, Джай Мехта, Джухи Чавла              |
|  | «Мумбай Индианс»             | Мумбаи, Махараштра         | «Ванкхеде» (33 108)                                 | 2008 | Махела Джаявардене | Рохит Шарма    | Мукеш Амбани, Reliance Industries                |
|  | «Раджастхан Роялс»           | Джайпур, Раджастхан        | «Савай Мэн Сингх» (23 185)                          | 2008 | н/д                | н/д            | Манодж Бадале                                    |
|  | «Ройал Челленджерс Бангалор» | Бангалор, Карнатака        | Стадион имени Мангалама Чиннасвами (40 000)         | 2008 | Дэниел Веттори     | Вират Кохли    | United Spirits                                   |
|  | «Санрайзерс Хайдарабад»      | Хайдарабад, Телангана      | Стадион имени Раджива Ганди (60 000)                | 2012 | Том Муди           | Дэвид Уорнер   | Каланити Маран, Sun TV Network                   |

### Несуществующие команды
|  | Название                    | Оригинал                     | Город                 | Стадион                                              | Год основания | Год роспуска | Статус        |
|  | --------------------------- | ---------------------------- | --------------------- | ---------------------------------------------------- | ------------- | ------------ | ------------- |
|  | «Декан Чарджерс»            | англ. Deccan Chargers        | Хайдарабад, Телангана | Стадион имени Раджива Ганди (60 000)                 | 2008          | 2012         | Не существует |
|  | «Гуджарат Лайонс»           | англ. Gujarat Lions          | Раджкот, Гуджарат     | «СКА Стадиум» (28 000)                               | 2015          | 2017         | Не существует |
|  | «Кочи Таскерс Керала»       | англ. Kochi Tuskers Kerala   | Кочи, Керала          | «Джавахарлар Неру» (39 000)                          | 2010          | 2011         | Не существует |
|  | «Пуна Уорриорс Индия»       | англ. Pune Warriors India    | Пуна, Махараштра      | Стадион ассоциации крикета штата Махараштра (37 406) | 2010          | 2013         | Не существует |
|  | «Райзинг Пуна Суперджайент» | англ. Rising Pune Supergiant | Пуна, Махараштра      | Стадион ассоциации крикета штата Махараштра (37 406) | 2015          | 2017         | Не существует |

1. ↑  Команда была основана в 2012 году и дебютировала в IPL в сезоне 2013 года
2. ↑  Команда была основана в 2015 году и дебютировала в сезоне 2016 года
3. ↑  Команда была основана в 2010 году и дебютировала в сезоне 2011 года
4. ↑  Команда была основана в 2010 году и дебютировала в сезоне 2011 года
5. ↑  Команда была основана в 2015 году и дебютировала в сезоне 2016 года

## Результаты
Из тринадцати команд, игравших в Индийской премьер-лиге с момента её создания, одна выигрывала соревнования трижды, две команды дважды, ещё три команды побеждали по одному разу. Самая успешная команда в истории лиги с точки зрения количества выигранных титулов — «Мумбай Индианс». «Ченнаи Супер Кингз» и «Колката Найт Райдерз» выиграли по два титула, по разу чемпионами становились «Декан Чарджерс», «Раджастхан Роялс» и «Санрайзерс Хайдарабад». «Ченнаи Супер Кингз» — единственная команда за всю историю лиги, которая выигрывала турнир два раза подряд, в 2010 и 2011 годах. Кроме того, «Ченнаи Супер Кингз» лучшие по коэффициенту выигрышей среди всех команд лиги и единственная команда выходившая в полуфинал плей-офф в каждом сезоне, в котором участвовали. За восемь лет участия в турнирах IPL «Супер Короли из Ченнаи» 6 раз выходили в финал.
Нынешние чемпионы — «Индийцы из Мумбая», которые победили в финале сезона 2017 года «Райзинг Пуна Суперджайент», завоевав свой третий титул и, таким образом, став самой успешной командой в истории IPL.
| Сезон | Финал                                     | Финал                                            | Финал                                          | Место проведения                           | Количество команд | Лучший игрок серии |
| Сезон | Победитель                                | Результат                                        | Финалист                                       | Место проведения                           | Количество команд | Лучший игрок серии |
| ----- | ----------------------------------------- | ------------------------------------------------ | ---------------------------------------------- | ------------------------------------------ | ----------------- | ------------------ |
| 2008  | «Раджастхан Роялс» 164/7 (20 оверов)      | Победа с преимуществом в 3 калитки (Scorecard)   | «Ченнаи Супер Кингз» 163/5 (20 оверов)         | «ДИ Патил Стэдиум»                         | 8                 | Шейн Уотсон        |
| 2009  | «Декан Чарджерс» 143/6 (20 оверов)        | Победа с преимуществом в 6 пробегов (Scorecard)  | «Ройал Челленджерс Бангалор» 137/9 (20 оверов) | Wanderers Stadium (South Africa)           | 8                 | Адам Гилкрист      |
| 2010  | «Ченнаи Супер Кингз» 168/5 (20 оверов)    | Победа с преимуществом в 22 пробега (Scorecard)  | «Мумбай Индианс» 146/9 (20 оверов)             | «ДИ Патил Стэдиум»                         | 8                 | Сачин Тендулкар    |
| 2011  | «Ченнаи Супер Кингз» 205/5 (20 overs)     | Победа с преимуществом в 58 пробегов (Scorecard) | «Ройал Челленджерс Бангалор» 147/8 (20 оверов) | Стадион имени Муттая Аннамалая Чидамбарама | 10                | Крис Гейл          |
| 2012  | «Колката Найт Райдерз» 192/5 (19,4 овера) | Победа с преимуществом в 5 калиток (Scorecard)   | «Ченнаи Супер Кингз» 190/3 (20 оверов)         | Стадион имени Муттая Аннамалая Чидамбарама | 9                 | Санил Нарин        |
| 2013  | «Мумбай Индианс» 148/9 (20 оверов)        | Победа с преимуществом в 23 пробега (Scorecard)  | «Ченнаи Супер Кингз» 125/9 (20 оверов)         | «Иден Гарденс»                             | 9                 | Шейн Уотсон        |
| 2014  | «Колката Найт Райдерз» 200/7 (19,3 овера) | Победа с преимуществом в 3 калитки (Scorecard)   | «Кингс XI Пенджаб» 199/4 (20 оверов)           | Стадион имени Мангалама Чиннасвами         | 8                 | Гленн Максвелл     |
| 2015  | «Мумбай Индианс» 202/5 (20 оверов)        | Победа с преимуществом в 41 пробег (Scorecard)   | «Ченнаи Супер Кингз» 161/8 (20 оверов)         | «Иден Гарденс»                             | 8                 | Андре Расселл      |
| 2016  | «Санрайзерс Хайдарабад» 208/7 (20 оверов) | Победа с преимуществом в 8 пробегов (Scorecard)  | «Ройал Челленджерс Бангалор» 200/7 (20 оверов) | Стадион имени Мангалама Чиннасвами         | 8                 | Вират Кохли        |
| 2017  | «Мумбай Индианс» 129/8 (20 оверов)        | Победа с преимуществом в 1 пробег (Scorecard)    | «Райзинг Пуна Суперджайент» 128/6 (20 оверов)  | Стадион имени Раджива Ганди                | 8                 | Бен Стокс          |

### Призовой фонд
В сезоне 2015 года IPL предложила общий призовой фонд в размере ₹40 крор ($6,2 млн), при этом выигрышная сетка составила ₹15 крор ($2,3 млн). Команды занявшие первое и второе места получили соответственно ₹10 и ₹7,5 крор, а четвёртая команда также выиграла ₹7,5 кроров. Остальным командам призовые деньги не присуждаются. По правилам IPL половина призовых денег должна быть распределена между игроками.

### Правила
Игры IPL используют тайм-ауты для телевидения, и, следовательно, нет ограничения по времени, за которое команды должны завершить свой иннингс. Тем не менее, может быть наложен штраф, если судьи посчитают, что команда злоупотребляет этой привилегией. Каждой команде даётся две с половиной минуты так называемого «стратегического тайма-аут» в течение каждого иннингса; один должен быть занят командой между 6-м и 9-м овера, а другой — командой между 13-м и 16-м оверами.

## Награды
Оранжевый кубок (англ. Orange Cap)
Ежегодная награда лучшему бомбардиру Индийской премьер-лиги. Награда была учреждена 25 апреля 2008 года, через неделю после начала первого сезона IPL. Бэтсмен, лидирующий по количество ранов в турнире, в течение сезона носит оранжевую кепку во время игр. Первым игроком, который одел «Оранжевую кепку», стал новозеландец Брендон Маккаллум, а первым обладателем награды стал австралиец Шон Марш.
Пурпурный кубок (англ. Purple Cap)
Ежегодная награда игроку Индийской премьер-лиги взявшему больше всех калиток. Eчреждена 13 мая 2008 года. Боулер, лидирующий по ходу турнира по количеству взятых калиток, в течение сезона будет носить пурпурную кепку. Первым обладателем «Пурпурного кубка» стал пакистанец Сохаил Танвир.

## Финансы

### Титульные спонсоры
С 2008 по 2012 год титульным спонсором Индийской премьер-лиги была компания Delhi Land & Finance, крупнейший в Индии девелопер, который за пять сезонов выплатил лиге ₹200 кроров. После завершения сезона 2012 года PepsiCo купила за ₹396,8 крор права на титульное спонсорство на последующие пять сезонов. Однако компания прекратила сделку в октябре 2015 года за два года до истечения срока действия контракта, по сообщениям, из-за букмекерского скандала, в котором оказались замешаны две команды Премьер-лиги, «Ченнаи Супер Кингз» и «Раджастхан Роялс». Затем передал права на титульное спонсорство титула на оставшиеся два сезона передали китайскому производителю смартфонов Vivo за нераскрытую сумму, которая оценивается примерно в ₹200 крор. В июне 2017 года Vivo сохранила права на следующие пять сезонов (2018—2022), заплатив ₹2199 крор, что оказалось больше, чем контракт на титульное спонсорство английской Премьер-лиги в период между 2013 и 2016 годами.
| Титульный спонсор | Период    | Плата за спонсорство (в год) |
| ----------------- | --------- | ---------------------------- |
| DLF               | 2008—2012 | ₹40 крор                     |
| PepsiCo           | 2013—2015 | ₹79,2 крор                   |
| Vivo              | 2016—2017 | ₹100 крор                    |
| Vivo              | 2018—2022 | ₹439,8 крор                  |

### Стоимость бренда
По данным Duff & Phelps стоимость бренда Индийской премьер-лиги в 2017 году, после десятого сезона, выросла с $3,54 млрд в 2015 году и $4,16 млрд в 2016 году до $5,3 млрд.
Оценка команды по состоянию на 2017 год
| Команда                      | Стоимость бренда в US$ |
| ---------------------------- | ---------------------- |
| «Мумбай Индианс»             | 106 млн                |
| «Колката Найт Райдерз»       | 99 млн                 |
| «Ройал Челленджерс Бангалор» | 88 млн                 |
| «Санрайзерс Хайдарабад»      | 56 млн                 |
| «Дели Дердевилз»             | 44 млн                 |
| «Кингс XI Пенджаб»           | 41 млн                 |

## Вещание
Права на трансляцию матчей Индийской премьер-лиги первоначально были куплены партнёрством, созданным Sony Pictures Networks India и World Sport Group, за сумму $1,026 млрд сроком на 10 лет. В рамках партнёрства Sony отвечала за показ игр на территории страны, а WSG за международное распространение. Первоначально планировалось, что с 2008 по 2012 год 20 % поступлений от продажи прав на телетрансляцию приходилось на IPL, 8 % шло на формирование призового фонда и 72 % распределялись между командами лиги франчайзи. Однако в марте 2010 года Лига решила не публиковать и перечислить свои доли. По состоянию на сезон 2016 года Sony MAX, Sony SIX и Sony ESPN служили в качестве внутренних вещателей IPL; MAX и SIX транслировали игры на хинди, а SIX также на бенгали, тамили и телугу. Sony ESPN осуществляет англоязычные трансляции.
Индийская премьер-лига лидирует в Индии по интересу телевизионной аудитории; Sony MAX стал самым популярным телевизионным каналом в стране во время турнира, а к 2016 году годовой рекламный доход телевещателя превысил ₹1,200 крор. Планировалось, что в течение сезона 2016 года число зрителей увеличится ещё больше благодаря принятию в отрасли новой рейтинговой системы BARC, которая учитывает не только городское, но и сельское население. В сезоне 2016 года трансляции игр Премьер-лиги по каналам Sony собирали чуть более 1 миллиарда телезрителей, а в следующем году уже 1,25 миллиарда. Sony также транслировала сопутствующее ток-шоу Extraaa Innings T20.
4 сентября 2017 года было объявлено, что Star India (дочерняя компания 21st Century Fox) приобрела глобальные права на трансляцию матчей IPL на пять лет, начиная с 2018 года. Сделку оценили в $2,55 млрд, это на 158 % больше по сравнению с предыдущей сделкой и самая дорогостоящая сделка с правами на вещание в истории крикета. IPL продала права в пакетах для внутреннего телевещания, внутренние цифровые и международные права; хотя Sony предлагала самую высокую ставку за отечественное телевещание, а Facebook был готов заплатить $600 млн за внутренние цифровые права (этот факт американские СМИ интерпретировали как знак того, что социальная сеть заинтересована в профессиональном спорте), Star India оказалась единственным участником конкурса из 14, который сделал ставки во всёх трёх категориях.

## Руководство
Руководящий совет Индийской премьер-лиги отвечает за все функции турнира. В него являются Раджив Шукла, Аджай Ширке, Сурав Гангули, Анураг Тхакур и Анируд Чаудхари. В январе 2016 года Верховный суд Индии назначил Комитет Лодха рекомендовать отдельные руководящие органы для Совета по контролю за крикетом в Индии и Премьер-лиги, глава комитета судья Р. М. Лодха предложил принцип «Один штат — один член».